# Вулиця Хотинська (Львів)
Вулиця Хотинська — вулиця у Залізничному районі міста Львова. Сполучає вулиці Городоцьку та Сидора Голубовича.

## Історія
Вулиця прокладена у 1907 році та названа Хоцімська (Хотинська), на честь битви під Хотином 1621 року, що завершилася перемогою об'єднаних сил Речі Посполитої та українського козацтва над військом османського султана Османа II. Під час німецької окупації, у 1943 році перейменована на Федоровічґассе, на честь один із перших східнослов'янських друкарів Івана Федоровича. У липні 1944 року повернена історична назва — вул. Хоцімська, але вже 1946 року вулиці дана сучасна назва — вул. Хотинська.

## Забудова
В архітектурному ансамблі вулиці Хотинської переважають класицизм, віденська сецесія. Декілька будинків внесено до реєстру пам'яток архітектури місцевого значення.

### Будинки
№ 1 — чотириповерхова сецесійна кам'яниця на розі з вул. Короткою споруджена архітектурно-будівельним бюро Івана Левинського у 1906—1907 роках. В будинку від радянських часів й до середини 2010-х років містилося Управління праці та соціального захисту Львівської міськради. Будинок внесений до реєстру пам'яток архітектури місцевого значення під охоронним № 1678-м.
№ 2 — чотириповерхова кам'яниця на розі з вул. Городоцькою. За польських часів тут була пекарня Нуссбаума, нині — магазин «Продукти». Нині в будинку міститься хостел «У Єлизавети».
№ 3 — чотириповерхова сецесійна кам'яниця споруджена архітектурно-будівельним бюро Івана Левинського у 1906—1907 роках. Будинок внесений до реєстру пам'яток архітектури місцевого значення під охоронним № 1679-м.
№ 4, 6 — комплекс з двох триповерхових будівель споруджений архітектурно-будівельним бюро Івана Левинського у 1907—1908 роках. Будівництво завершене 13 серпня 1908 року. Того ж року сюди переїхала IX гуманітарна гімназія імені Яна Кохановського (чоловіча). Переважно в гімназії навчалися діти державних службовців та дрібних підприємців. Із приходом радянської влади 1939 року гімназію було закрито. Від 1940 року будинок під № 6 став житловим, а під № 4 запрацювала середня школа № 15. Під час німецької окупації тут ймовірно був шпиталь. 1945 року відновила роботу середня школа № 15 з російською мовою викладання, у якій до 1953 року навчалися лише хлопці. 1975 року школу реорганізовано. Номер школи було передано новій, побудованій на вулиці Патона, 7, а дітей переведено до середньої школи № 18 з російською мовою навчання (нині — Львівська українська гуманітарна гімназія імені Олени Степанів з поглибленим вивченням українознавства та англійської мови), що на тодішній вул. Ленінградській (нині — вул. Олени Степанівни), 13. У приміщення на вулиці Хотинській переведено з вул. Чернівецької середню загальноосвітню школу № 59. Нині в будинку міститься Львівський художній ліцей, заснований на базі Львівської середньої загальноосвітньої школи II—III ступенів № 59. З нагоди відзначення 100-літнього ювілею від дня відкриття школи, у 2008 році на будівлі ліцею відкрито пам'ятну таблицю. Будинок внесений до реєстру пам'яток архітектури місцевого значення під охоронним № 1681-м. Обидва будинки внесені до реєстру пам'яток архітектури місцевого значення під охоронними № 1680-м та № 1681-м.
У 1930-х роках будинки під № 1, 2, 3, 4, 6 перебували у власності доктора Франца Закрейса та його дружини Ольги.
№ 7 — триповерхова кам'яниця початку XX століття. У міжвоєнний період в будинку містилося ательє дамських капелюхів Стирні. У 1930-х роках будинок перебував у власності Самуеля Піпеса та Саї Ліхтман.
№ 9, 11 — триповерхові кам'яниці початку XX століття. У 1930-х роках будинок під № 9 перебував у власності Лешека Мальчевського та Юзефи Хотінчової, а будинок під № 11 — у власності Ізраеля та Ісака Вайсбергів.

## Відомі люди, пов'язані з вулицею
В гімназії імені Яна Кохановського навчалися:
- Вішік Марко Йосипович (1921—2012) — радянський та російський математик.
- Казімеж Гурський (1921—2006) — польський футболіст, тренер і футбольний функціонер. За підсумками голосування найавторитетнішого тижневика «Piłka Nożna» отримав нагороду у категорії «Найкращий польський тренер XX століття». У 1991—1995 роках був президентом Польського Футбольного Союзу. Наприкінці травня 2017 року за участю керівництва міністерства молоді та спорту України та міністерства туризму і спорту Польщі на фасаді львівського художнього ліцею відкрито меморіальну таблицю Казімежу Гурському[12].
- Владислав Лянце (1920—2007) — львівський математик, професор Львівського державного університету імені Івана Франка.